# ألف هوبسون
ألف هوبسون (بالإنجليزية: Alf Hobson)‏ (9 سبتمبر 1913 - 21 فبراير 2004) هو لاعب كرة قدم بريطاني (وحمل سابقاً جنسية المملكة المتحدة لبريطانيا العظمى وأيرلندا) في مركز حراسة المرمى. لعب مع نادي ليفربول.